# Leah O’Brien
Leah Marie O’Brien, nach Heirat Leah Marie Amico (* 9. September 1974 in Garden Grove, Kalifornien), ist eine ehemalige Softballspielerin aus den Vereinigten Staaten, die drei olympische Goldmedaillen gewann.

## Karriere
Leah O’Brien studierte an der University of Arizona und war mit dem Sportteam ihrer Universität 1993, 1994 und 1997 Meisterin der National Collegiate Athletic Association.
In der Nationalmannschaft spielte sie von 1996 bis 2004. In dieser Zeit gewann sie zwei Weltmeistertitel 1998 und 2002. Bei den Panamerikanischen Spielen gewann sie mit ihrem Team 1999 und 2003.
1996 war Softball erstmals Bestandteil des olympischen Programms. Beim Turnier in Atlanta gewann das Team aus den Vereinigten Staaten in der Vorrunde sechs von sieben Spielen und unterlag nur den Australierinnen. Nach zwei Siegen gegen die Chinesinnen waren die Spielerinnen aus den Vereinigten Staaten Olympiasiegerinnen. Leah O’Brien war in vier von neun Spielen als Right Fielderin dabei und in weiteren drei Spielen als Pinch Runnerin.
Vier Jahre später beim Olympiaturnier 2000 in Sydney unterlag das Team aus den Vereinigten Staaten in der Vorrunde den Japanerinnen, den Chinesinnen und den Australierinnen. In der Finalrunde besiegte das US-Team alle drei Mannschaften, gegen die vorher verloren wurde. Damit verteidigten die Amerikanerinnen ihre olympische Goldmedaille erfolgreich. Leah O’Brien-Amico spielte in allen zehn Begegnungen im Right Field.
2004 in Athen waren mit Leah O’Brien-Amico, Laura Berg, Lisa Fernandez und Lori Harrigan vier Spielerinnen dabei, die bereits zweimal Olympiasiegerin geworden waren. Die Mannschaft aus den Vereinigten Staaten gewann alle neun Spiele, im Finale unterlagen die Australierinnen mit 1:5. Leah O’Brien-Amico wirkte in acht von neun Spielen mit, diesmal als First Baseman. Im Finale konnte sie einen Run beisteuern.
Nach ihrer aktiven Laufbahn wurde Leah O’Brien unter anderem Fernsehkommentatorin für College Softball.